# José Águas
José Pinto de Carvalho Santos Águas (ur. 9 listopada 1930 w Lobito, zm. 10 grudnia 2000 w Lizbonie) – portugalski piłkarz, który występował na pozycji napastnika, później trener piłkarski, przez większość kariery związany z portugalskim klubem SL Benfica.

## Życiorys
Był potomkiem białych kolonistów osiadłych w Lobito, w Portugalskiej Afryce Zachodniej (obecnie Angola). Pierwsze treningi rozpoczął w miejscowym Lusitano, skąd w 1950 roku przeniósł się do ojczyzny swoich rodziców. W latach 1950–1963 bronił barw zespołu SL Benfica. Sięgnął z nim po liczne trofea – wygrał dwa Puchary Europy Mistrzów Klubowych (w sezonie 1960/61 i 1961/62), pięć razy zostawał mistrzem Portugalii (w sezonach 1954/55, 1956/57, 1959/60, 1960/61 oraz 1962/63) a sześć razy sięgał po puchar tego kraju (1950/51, 1951/52, 1952/53, 1954/55, 1956/57, 1958/59, 1961/62).
Jako gracz Orłów pięciokrotnie był królem strzelców Primeira Ligi, a raz zdobył tytuł najskuteczniejszego gracza Pucharu Europy. Águas w 282 spotkaniach rodzimej ekstraklasy zdobył aż 290 bramek. W owych czasach był to wynik gorszy jedynie od legendarnego Fernando Peyroteo (331). W następnych latach w klasyfikacji najlepszych ligowych strzelców wyprzedzili go Eusébio (319) i Fernando Gomes (318).
W portugalskiej kadrze, nieliczącej się w Europie w latach 50. i na początku 60., wystąpił 25 razy i strzelił 11 goli.
Piłkarską karierę kończył w roku 1964 jako gracz Austrii Wiedeń. Odszedł po zdobyciu 2. miejsca w Staatslidze.
Pod koniec lat 60. trenował Marítimo Funchal, Atlético CP i Leixões SC. Z drugim z wymienionych klubów wywalczył w 1968 roku awans do pierwszej ligi.
José Águas zmarł po długiej chorobie 10 grudnia 2000 roku w Portugalskim Instytucie Onkologii w Lizbonie.

## Życie prywatne
Jego syn, Rui, również grał w piłkę, był napastnikiem, bronił barw Benfiki i reprezentacji Portugalii (10 goli w 31 meczach). Córka, Helena Maria vel. Lena d'Água, była w swoim czasie znaną w kraju piosenkarką wykonującą muzykę pop.